# هادي الخلطي
هادي الخلطي (من مواليد 24 شباط/فبراير 1967 في مدينة الرباط بالمغرب) هو كاتب يعيشُ في مدينة لوس أنجلوس بالولايات المتحدة الأمريكيّة. يشغلُ هادي الخلطي منصب محرر مشارك في مجلّة Semiotext (e) جنبًا إلى جنب مع كريس كراوس وسيلفير لوترينجر. كان في وقتٍ ما شريكًا في مطبعة Dilettante التي تمَّ حلها حاليًا ويقوم حاليًا بتحرير المجلة الفكرية العرضية لـ Semiotext (e) التي تحملُ الاسم Animal Shelter. هادي خريج كلية التصميم بمركز الفنون في أمريكا.

## قائمة أعماله
هذه قائمةٌ بأبرز أعمال الكاتب المغربي هادي الخلطي المُقيم في الولايات المتحدة الأمريكيّة:
- Animal Shelter 1 وتُترجم حرفيًا لعبارة مأوى للحيوانات في ( Semiotext (e عام 2008[15]
- Animal Shelter 2 وتُترجم حرفيًا لعبارة مأوى للحيوانات في ( Semiotext (e عام 2012[16]
- Animal Shelter 1 وتُترجم حرفيًا لعبارة مأوى للحيوانات في ( Semiotext (e عام 2013[17]